# Ministre de la Justice (Syrie)
Pour les articles homonymes, voir Ministre de la Justice.
Le ministre de la Justice (en arabe : وزير العدل) de la Syrie est Shadi al-Waisi.

## Liste
| Nom                 | Portrait | Mandat    | Parti |
| ------------------- | -------- | --------- | ----- |
| Muhammad al-Ghafri  |          | 2004-2009 |       |
| Ahmad Younes        |          | 2009-2011 |       |
| Tayseer Qala Awwad  |          | 2011-2012 |       |
| Najm Hamad Al Ahmad |          | 2012-2017 |       |
| Hisham al-Shaar     |          | 2017-2020 |       |
| Ahmad al-Sayyed     |          | 2020-2024 |       |
| Shadi al-Waisi      |          | 2024-2025 | HTC   |
| Madhhar al-Wais     |          | 2025-     |       |